# Послідовність престолонаслідування в Греції

Герб Королів Греції

Послідовність престолонаслідування в колишньому Королівстві Греції - Грецька монархія була скасована правлячим військовим режимом 1 червня 1973 року.
Акт скасування монархії був підтверджений народним плебісцитом 8 грудня 1974 року, вже після падіння режиму. 
Титул короля використовувався останнім правлячим монархом Костянтином II (р. 1964-1973). Його син, крон-принц Павло, який народився 1967 року, є спадкоємцем цього титулу відповідно до монархічних законів.

## Престолонаслідування
Відповідно до статті 45 грецької Конституції 1864 року та грецької Конституції 1911 року корона й титул Короля Греції мали наслідуватись первістком серед нащадків Георгія I, спочатку чоловічої статі, потім жіночої. 
У 1952 році, після прийняття нової Конституції, положення про правонаступництво було витлумачено, таким чином, що корона успадковується нащадками діючого тоді короля в порядку первородства. Спочатку сини короля та їх нащадки у відповідному порядку, а потім доньки короля (та їх нащадки). 
Після падіння монархії і створення Грецької республіки ці закони втратили юридичну силу й залишились лише на рівні звичаєвого права родини колишнього монарха.
- Король Павло (1901–1964)
  -  Король Костянтин II (1940–2023)
    - Принц Павло (нар. 1967)
      - (1) Принц Костянтин-Алексіос (нар. 1998)
      - (2) Принц Ахілес-Андреас (нар. 2000)
      - (3) Принц Одіссей-Кімон (нар. 2004)
      - (4) Принц Аристид-Ставрос (нар. 2008)
      - (5) Принцеса Марія-Олімпія (нар. 1996)

    - (6) Принц Ніколаос (нар. 1969)
    - (7) Принц Філіпос (нар. 1986)
    - (8) Принцеса Теодора (нар. 1983)

  - (9) Принцеса Ірен (нар. 1942)

## Послідовність престолонаслідування на червень 1973
- Король Павло (1901–1964)
  -  Король Костянтин II (нар. 1940)
    - (1) Принц Павло (нар. 1967)
    - (2) Принц Ніколаос (нар. 1969)
    - (3) Принцеса Алексія (нар. 1965)

  - (4) Принцеса Ірен (нар. 1942)

- Принц Філіп, єдиний син принца Андрія, сина короля Греції Георга I і брата, що царював на той час короля Костянтина, відмовився від своїх прав на грецький і данський престол, а також від всіх своїх титулів грецьких 28 лютого 1947 року, перш ніж він одружився з принцесою Єлизаветою (пізніше королева Єлизавета II). Він отримав титул герцога Единбурга у день свого весілля від Короля Георга VI.